# Воскресенка (Башкортостан)
Воскресенка (баш. Воскресенка) — деревня в Благовещенском районе Башкортостана, относится к Ильино-Полянскому сельсовету.

## Население
| 2002 | 2009 | 2010 |
| ---- | ---- | ---- |
| 8    | ↗13  | ↗17  |

Национальный состав
Согласно переписи 2002 года, преобладающая национальность — русские (87 %).

## История
Село Воскресенское (Воскресенский починок) появился на реке Багышле рядом с Покровским.
В конце XIX века в Воскресенском насчитывалось всего 11 дворов и проживало 83 человека. Уже тогда в поселении работали две кузницы. Одноименное сельское общество было образовано между 1908 и 1913 годами.
Первыми жителями починка были Пономаревы, Плотниковы, Юдинцевы, Созиновы, Прозоровы, Кардапольевы и другие. Крестьяне входили в земельное товарищество, в собственности которого находилась вся земля — 347 десятин.
Большинство жителей относились к категории зажиточных, а откровенных бедняков в Воскресенском не было. Двое хозяев имели более 40 десятин земли, пятеро — от 30 до 40, четверо — от 20 до 30 десятин. В пяти семьях дополнительный доход давали занятия несельскохозяйственного характера.
Во втором десятилетии XX века в Воскресенском появилась Покровская церковь, починок превратился в село. Правда, поначалу это была не приходская, а приписная церковь, так что до 1920-х годов Воскресенское являлось селом без прихода.
С 1930 по 1987 годы село, а затем посёлок Воскресенка входил в состав Трактового сельсовета. В 1930-е годы жители поселения трудились в колхозе «Большевик», позднее — в колхозе имени Лысенко, а в 1957 году вошли в состав совхоза «Степановский». Сейчас Воскресенское относится к Ильино-Полянскому сельсовету.

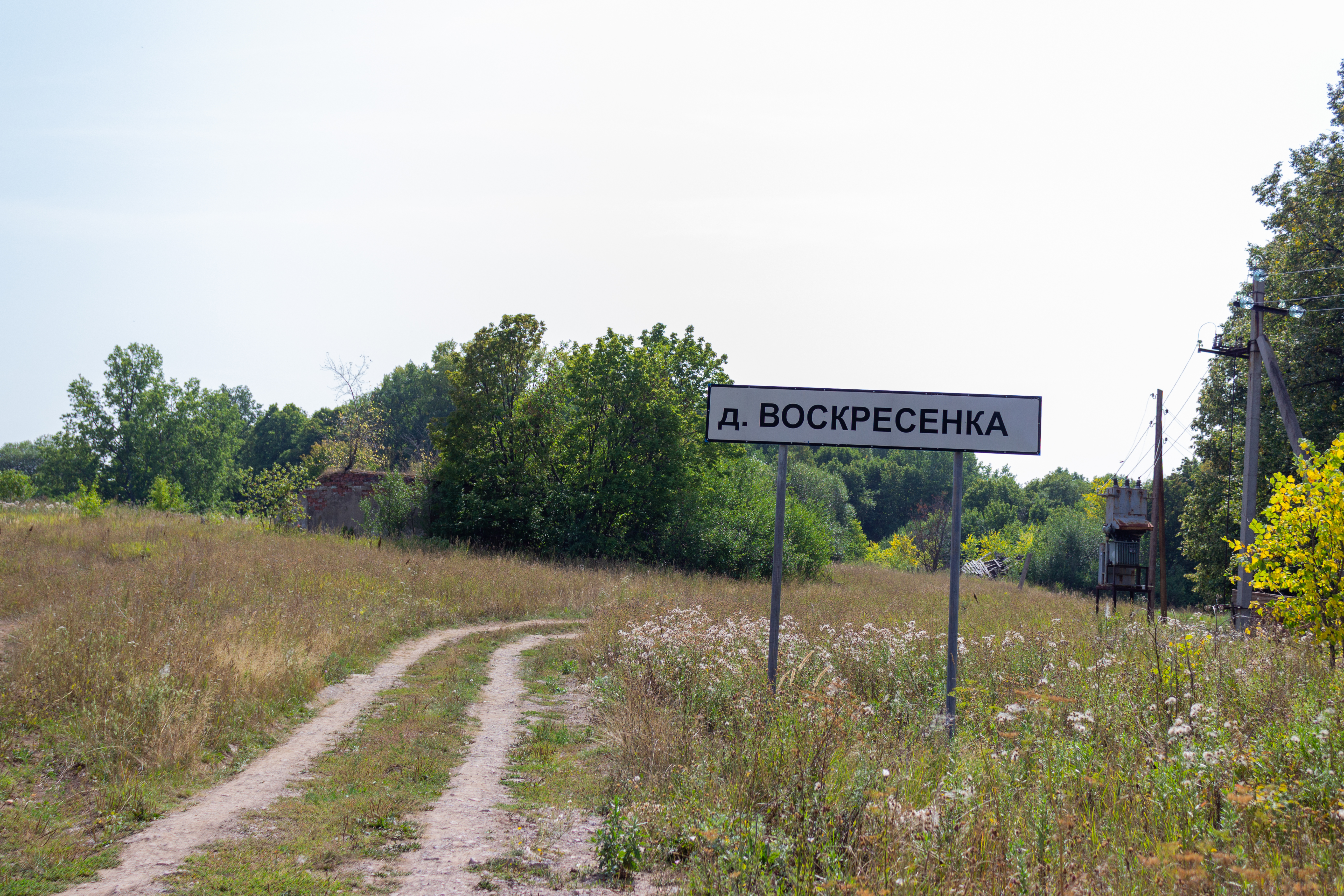
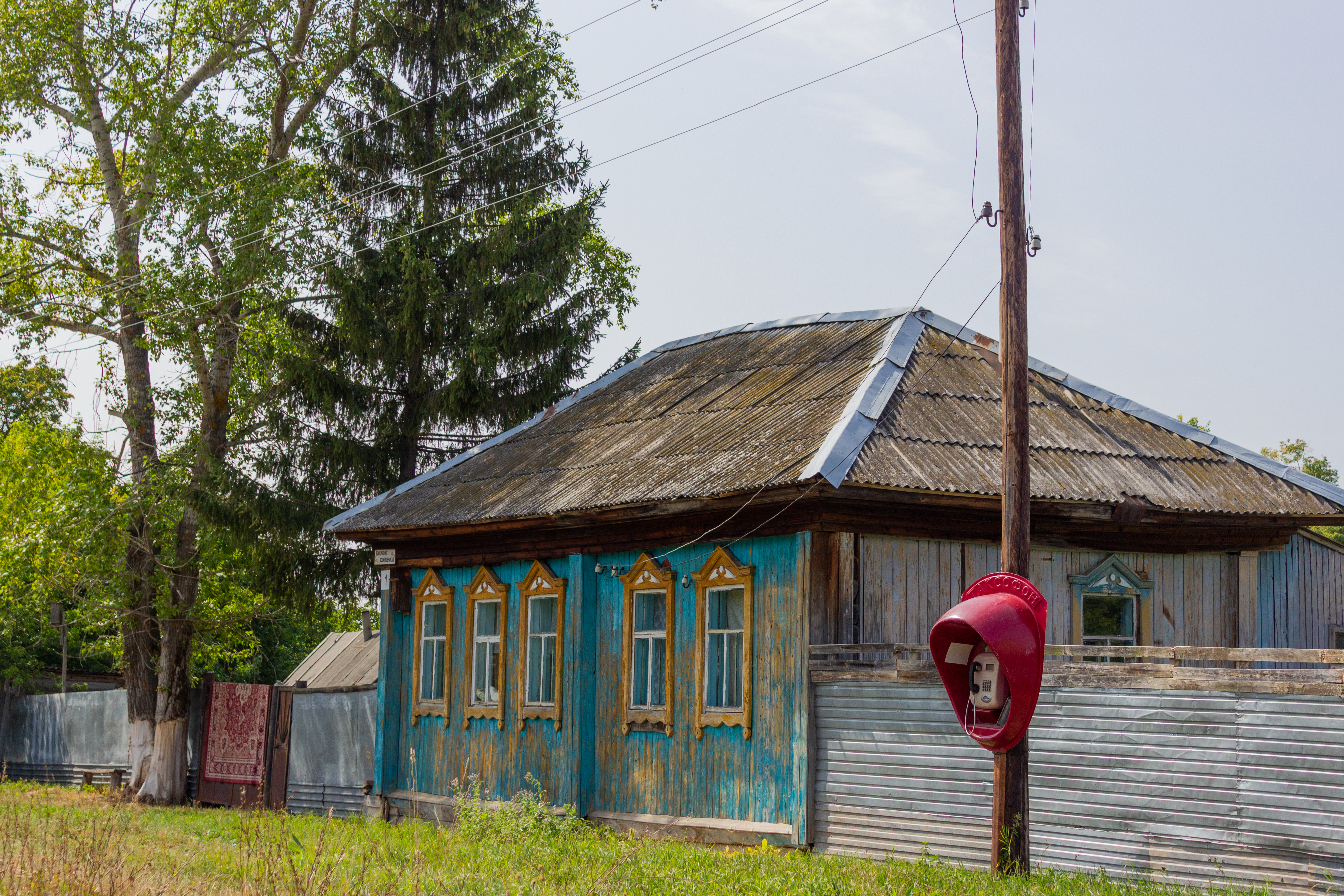
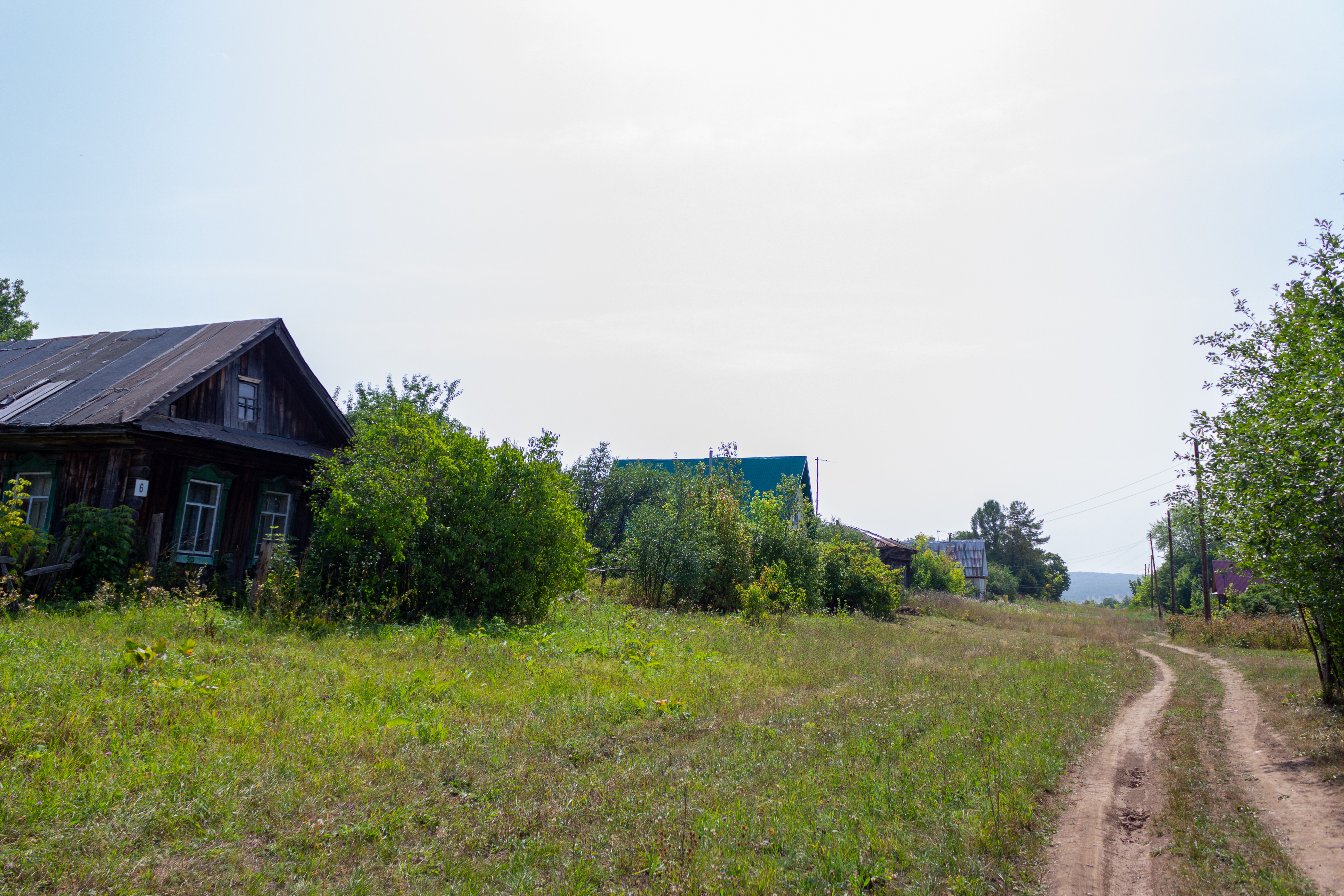

## Географическое положение
Расстояние до:
- районного центра (Благовещенск): 25 км,
- центра сельсовета (Ильино-Поляна): 12 км,
- ближайшей ж/д станции (Загородная): 40 км.

## Известные уроженцы
- Комлев, Пётр Александрович (1921—1945) — советский военный лётчик, командир звена 686-го штурмового авиационного полка 289-й штурмовой авиационной дивизии 3-й воздушной армии 1-го Прибалтийского фронта, Герой Советского Союза (посмертно).